# Ishania totonak
Ishania totonak är en spindelart som beskrevs av Rudy Jocqué och Léon Baert 2002. Ishania totonak ingår i släktet Ishania och familjen Zodariidae. Inga underarter finns listade i Catalogue of Life.